# Sverre Hassel

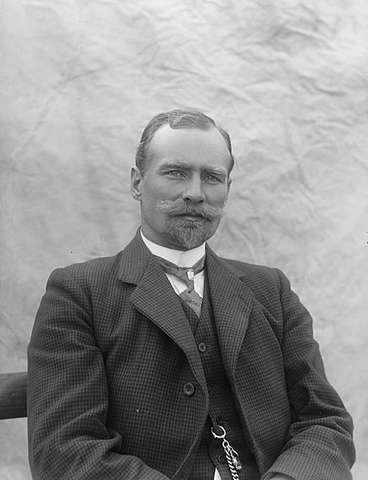
Sverre Hassel

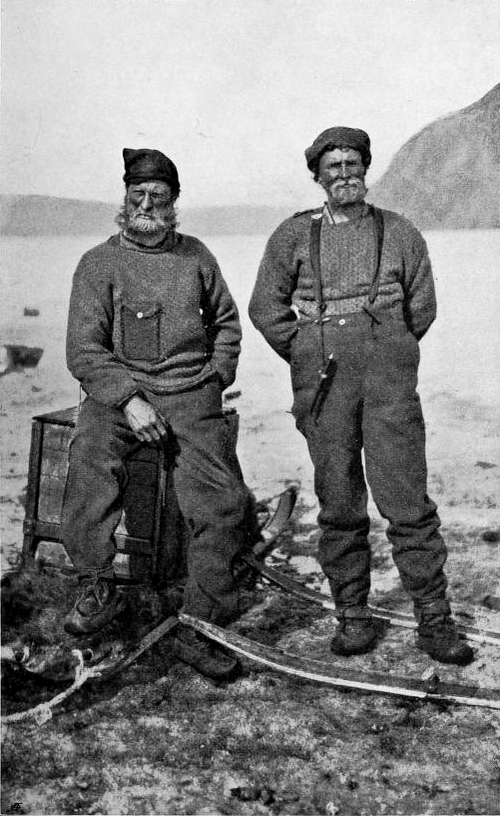
Sverre Hassel (rechts) mit Gunnar Isachsen während der Zweiten Fram-Expedition

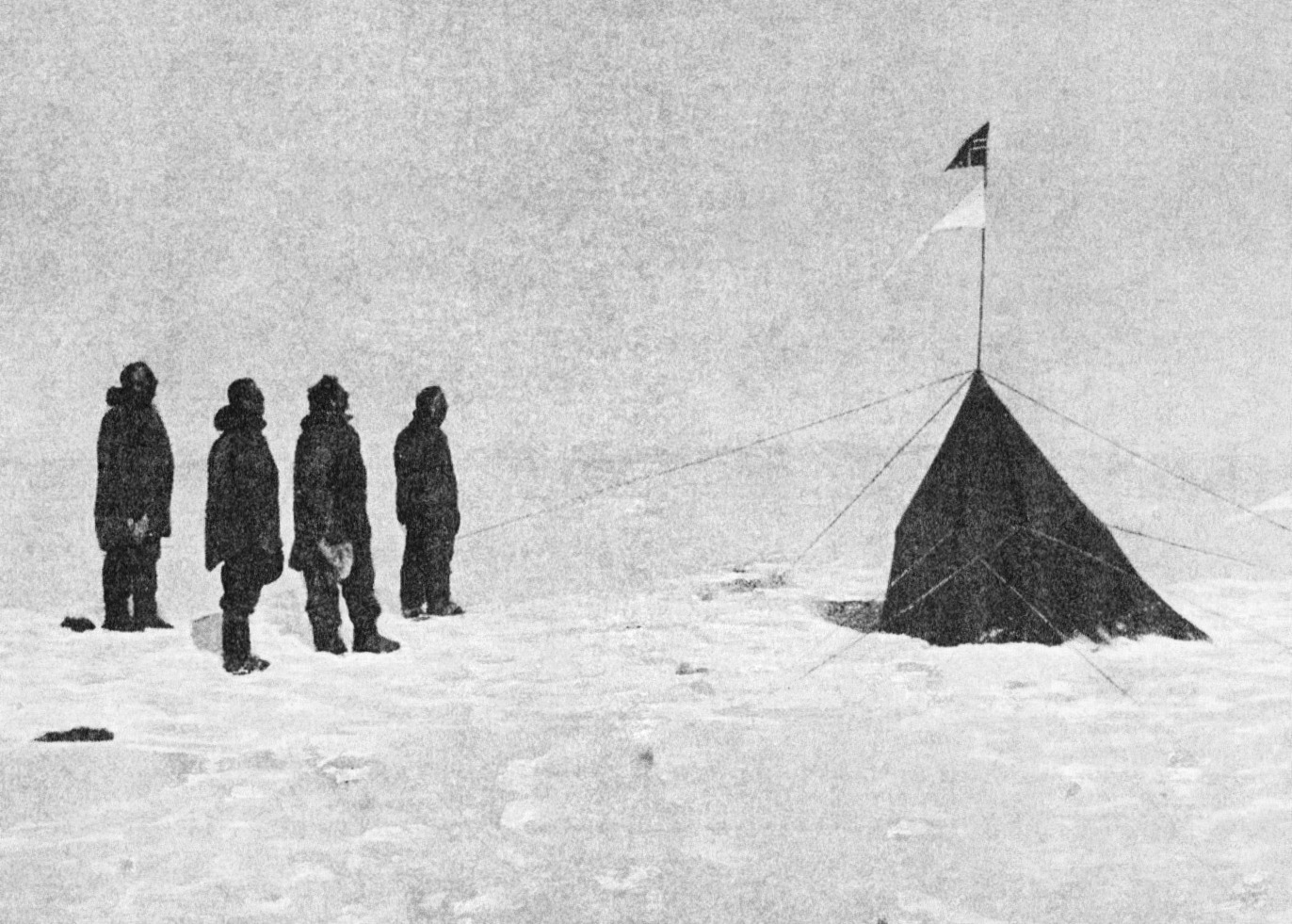
Amundsen, Hanssen, Hassel und Wisting am Südpol. Fotograf: Bjaaland

Sverre Helge Hassel (* 30. Juli 1876 in Christiania (heute Oslo); † 6. Juni 1928 in Oppegård) war ein norwegischer Zollbeamter und Polarforscher. Er nahm an Otto Sverdrups und Roald Amundsens Expeditionen mit der Fram teil und gehörte zu der Gruppe um Amundsen, die 1911 als Erste den geographischen Südpol erreichte.

## Leben
Sverre Hassel wurde in Christiania als Sohn des Gastwirts Martinius Pedersen Hassel (1851–?) und Elise Mathea Pedersen (1855–?) geboren. Sobald er alt genug war, wurde er auf dem Schulschiff Christiania ausgebildet und fuhr anschließend zur See. Er erwarb das Steuermanns- und Kapitänspatent. Von 1898 bis 1902 nahm er an der von Otto Sverdrup geleiteten Zweiten Norwegischen Fram-Expedition teil, die zur Entdeckung und Kartierung der Sverdrup-Inseln führte. Hassel wurde in dieser Zeit zu einem exzellenten Hundeschlittenführer. Am 20. April 1900 betrat er mit Gunnar Isachsen als Erster die Insel Amund Ringnes Island. Im Mai des folgenden Jahres entdeckten sie Ellef Ringnes Island. Nach der Rückkehr der Expedition diente Hassel bis 1904 in Horten als Konstabler bei den Seestreitkräften. Dann wurde er in Kristiansand als Assistent im Zollamt angestellt.
Als Roald Amundsen ihn 1909 bat, Teilnehmer seiner Nordpolexpedition mit der Fram zu werden, sagte Hassel zu. Erst unterwegs erfuhr er, dass Amundsen seinen Plan geändert hatte und das neue Ziel der Südpol war. Als guter Skiläufer, Seemann und erfahrener Hundeschlittenführer war Hassel neben Helmer Hanssen von besonderem Wert für die Südpolexpedition, die von 1910 bis 1912 dauerte. Am 14. Dezember 1911 erreichten Amundsen, Hassel, Hanssen, Olav Bjaaland und Oscar Wisting als Erste den Pol. Der strapaziöse Skilauf mit fünf Schlitten und anfangs 52 und nach 99 Tagen bei der Rückkehr ins Basislager noch 11 grönländischen Hunden führte über rund 3000 km zum Südpol und zurück.
Nach der Rückkehr von der Expedition zog Hassel sich aus der Polarforschung zurück. Im Winter 1913 hielt er aber über 100 Vorträge über seine Reise zum Südpol. Er lebte in Kristiansand und ab 1922 in Grimstad und arbeitete als höherer Zollbeamter. Seine Anregung von 1916, aus der Fram ein Museum zu machen, wurde ab 1925 von Otto Sverdrup umgesetzt. Zu Amundsen behielt Hassel ein gutes Verhältnis. Als er 1928 Gast in Amundsens Haus Uranienborg war, starb er überraschend an Herzversagen. Amundsen selbst verunglückte zwölf Tage später auf der Suche nach der verschollenen Italia-Expedition in der Nähe der Bäreninsel mit dem Flugzeug.
Der Mount Hassel im antarktischen Königin-Maud-Gebirge, der Hassel Sound in der kanadischen Arktis und Cape Sverre, das Nordkap von Amund Ringnes Island, tragen Hassels Namen. 
Sverre Hassel war mit Helene Topper (1885–?) verheiratet. Das Paar hatte zwei Söhne und eine Tochter.